# كامل بن الفتح
كامل بن الفتح بن ثابت بن سابور البادرائي، المُكنّى بأبي تمام الضرير. توفي في (596هجري-1200 م). وهو من بداريا المعروفة ب"بدرة"، وقد سكن في بغداد، بباب الأزج وأقام بها حتى وفاته، حيث دفن في مقبرة باب حرب. كان نَحويّاً لُغويّا، وشاعراً، يقال عنه أنه فيه تسامح في الأمور الدينية، وقد اتهمه البعض بالزندقة. كتب الناس عنه أدباً كثيراً.
كان يدخل على الخليفة الناصر، ويحاضره ويخلو معه، وعَلّمه علم الأوائل وقد كان ضريراً.، كما أنه قد هون عليه علم الشرائع.